# PGC 10969
LEDA/PGC 10969 ist eine Zwerggalaxie im Sternbild Perseus am Nordsternhimmel. Sie ist schätzungsweise 278 Millionen Lichtjahre von der Milchstraße entfernt und hat einen Durchmesser von etwa 15.000 Lichtjahren. Vom Sonnensystem aus entfernt sich das Objekt mit einer errechneten Radialgeschwindigkeit von näherungsweise 6.100 Kilometern pro Sekunde.
Im selben Himmelsareal befinden sich unter anderem die Galaxien IC 266, PGC 10923, PGC 10979, PGC 197757.